# Língua acateca
Acateca (Akatek) é uma língua Maia falada pelos acatecas principalmente no departamento de Huehuetenango, Guatemala e nas proximidades dos municípios de Concepción Huista, Nentón, San Miguel Acatán, San Rafael La Independencia, San Sebastián Coatán nas terras altas do oeste da Guatemala. Um certo número de falantes vive também em Chiapas, México. Em 1998 era uma língua viva com 58.600 falantes dos quais 48.500 na Guatemala e os demais no México.

## Escrita
A língua Acateca usa uma forma do alfabeto latino sem as letras U, D, F, G, H' (exceto em CH), V, W, Z. Usam-se as formas B', Ch, Ch', L', Nh, Q', Tx, Tx', Tz, Tz', XH, '/'.

## Fonologia

### Vogais
O Acateco tem 5 vogais:
|               | Anterior    | Posterior |
| Ñ arredondada | Arredondada |           |
| ------------- | ----------- | --------- |
| Fechada       | i           | u         |
| Meio-fechada  | e           | o         |
| Aberta        | a           |           |

O comprimento do som da vogal é distintivo, havendo, portanto, dez vogais.

### Consoantes
O Acateco tem  24 consoantess, incluindo a oclusiva glotal:
|                |                |                | Bilabial | Alveolar | Postalveolar | Retroflexa | Palatal | Velar | Uvular | Glotal |
| -------------- | -------------- | -------------- | -------- | -------- | ------------ | ---------- | ------- | ----- | ------ | ------ |
| Plosiva        | Normal         | Normal         | p        | t        |              |            |         | k     |        | ʔ      |
| Plosiva        | Ejetiva        | Ejetiva        |          | tʼ       |              |            |         | kʼ    | qʼ     |        |
| Plosiva        | Implosiva      | Implosiva      | ɓ        |          |              |            |         |       |        |        |
| Nasal oclusiva | Nasal oclusiva | Nasal oclusiva | m        | n        |              |            |         |       |        |        |
| Fricativa      | Fricativa      | Fricativa      | β̞        | s        | ʃ            | ʂ          |         | x     |        |        |
| Africada       | Normal         | Normal         |          | t͡s       | t͡ʃ           | ʈ͡ʂ         |         |       |        |        |
| Africada       | Ejetiva        | Ejetiva        |          | t͡sʼ      | t͡ʃʼ          | ʈ͡ʂʼ        |         |       |        |        |
| Vibrante       | Vibrante       | Vibrante       |          | ɾ        |              |            |         |       |        |        |
| Aproximante    | Aproximante    | Aproximante    |          | l        |              |            | j       |       |        |        |

/p/ é percebida como [pʰ] no final de palavra, [p] em qualquer outra situação
Exemplos: pom [pom] copal, xopan [ʃopan] vazio, oco, sip [sipʰ] espesso
/k/ é percebida como [kʰ] ʰ]}} no final de palavra, [k] em qualquer outra situação
Examples: kaap' [kaːɓ̥] dois, mooke [moːke] jarra, ch'ok [t͡ʃʼokʰ] espécie de ave
/t/ é percebida como [tʰ] antes de plosivas, [t] em qualquer outra situação
Exemplos: te' [teʔ] árvore, satkan [satʰkan] céu, p'it [ɓit] canção
/ɓ/ é percebida como [ɓ̥] no final de palavra, [ɓ] em qualquer outra situação
Exemplos: kaap' [kaːɓ̥] dois, p'ey'p'al [ɓejɓal] o (coisa) que caminha
/x/ é percebida como [h] no início de palavra, [x] em qualquer outra situação.
Exemplos: xos [hos] ovo, ajane [ʔaxane] pé
/n/ é percebida como [m] antes de /p/ e /ɓ/, mas [ŋ] antes de  alveolar e velar, [n] em qualquer outra situação
Exemplos: inp'it [imɓit] minha canção, ante [ʔaŋte] cuidar, curar, naa [naː] casa